# Индустријски парк
Индустријски парк, бизнис парк или индустријска зона је савремени урбанистички и организациони облик концентрације индустријских и других постројења у неком граду. То је део градског простора намењен индустријској производњи у који је уграђен велики број постројења, која често имају заједничку инфраструктуру (железницу, путеве, гасовод, далековод, водовод, канализацију, телекомуникације, аеродром итд.). Стога индустријскии парк није само функционални, већи просторни концепт.
Данас, савремено пројектовани и реализовани индустријски паркови постали су јако атрактивни за поједине велике компаније и друштва, међусобно повезана јер не морају бринути око изласка на терен и израде урбанистички планова, јер понуђене зоне то већ предвиђају. Ово је посебно важно када се данас зна да је све већи броја индустријских предузећа, разним мерама административне власти приморавн на сеобу из урбаних подручја града. Тако је развој градова истовремено праћен, стварањем индустријских паркова , као једно од најмоћнијих средстава општина, за бољу и здравију организацију живота својих грађана али и истовремено добар маркетиншки потез градова и регија да привуку индустрију у свој простор, наравно ако оне то желе.

## Историја
Кроз историју до груписања одређених производних активности на истом географском положају, имало је за циљ да задовољи бројне потребе произвођача и трговаца, попут присуства сировина, радне снаге, транспорта, купаца или других сродних индустријских активности. Историјски, ова врста прегруписавања истих или сродних активности на географском локалитету је веома стара, а главно место прегруписања често је био неки град, који је имао користи од ове економске активности која га је понекад и створила.
Археолошка истраживања спроведена на ширем простору античких градова често показују груписање активности, као што су израда керамике,метала или текстила , или прерада пољопривредних производа  као што су уљаре или  фабрике  сапуна
Фактори који су покренули произвођаче на истом географском положају били суј различити:
- Присуство радне снаге и великог потрошачког тржиште, били су од суштинске важности.
- Транспортни путеви, којиу су били од посебног значаја, како у погледу снабдевања сировинама, тако и у погледу маркетиншке производње. Римски путеви, на пример, омогућавали су граду који се налази на раскрсници путева да напредује концентрисањем производних активности.
- Морске или речне луке, као важан фактор  за концентрацију производних активности активности и превозе сировина и извоз готових  производа
- Богатсво  региона сировинама, које се путном или речном транспортном мрежом могао каналисати  у град, у коме су се сировине трансформисалу готове производе или полупроизводе који су коришћени на лицу места, превозе у регион. окружити или извозити даље.

### Савремено доба
У савремено добу ови паркови постали су важан помак у концентрацији производних делатности, углавном из квантитативних разлога односно повећање обима производње, у односу на уложен рад,итд На појаву индустријских паркова утицале су и  техничке иновације, које су све више доприносиле повећању производње или појави нових потреба. 
Овај период је обележен је појавом првих фабрика, пре свега у текстилној производњи, грнчарству, стакларству, бродоградњи, поморској трговини и производњи наоружања. 
Развој транспортние мреже такође је омогућава почетак значајније специјализације градова или регија око неколико прилагођених и профитабилних активности.

#### Индустријска револуција
Индустријска револуција означила је велику прекретницу у19. веку. Величина производних локација и потребе за сировинама, радном снагом и ефикасним превозним средствима довеле су до невиђене консолидације индустријских активности на локацијама које су на најбољи начин задовољавале ове потребе. Овај раст подржавала је појава железнице која  јеомогућава превоз велике количине робе по смањеним трошковима. 
Појавили су се први индустријски градови, потпуно усмерени на ову активност, а понегде су настала и читава насеља радног становништва на периферији великих индустријских локација, као што су рудници или металуршке фабрике.
На крају 20.  века,развио се концепт индустријских паркова или зона са бројним новоснованим индустријских постројењима, посебно за потребе индустрије. Ове локације настале су као  резултат политичке воље и одговарајућег планиранског развоја територије. За ту намено обично су одабране велике копнене површине по атрактивној цени  у близини друмског, железничког или морског и речног транспорта.У овим парковима се уводер и  повољне пореске одредбе за привлачење корисника. 
Генерално, ови велики индустријски паркови најчешће су изграђени око главне врсте делатности, на пример петрохемијских производа или аутомобилске или ваздухопловне индустрије, али предности локације привлаче и индустрије усредсређене и на другу производњу. Концентрација квалификоване радне снаге и високообразованих истраживача ангажованих у развоју  зоне, све више  учествују у развоју таквог индустријског подручја.
Постиндустријска економија која се све више окреће услужним делатностима или високим технологијама, а велика индустријска производна места понекад се напуштају након значајног пада активности или пресељења у привлачније земље, изменила је излед појединих инустријских паркова Ипак, еволуција ка специјализацији у високим технологијама делом поприма исте принципе, водећи до стварања великих технопола .

## Избор локације
При избору локације за парк треба вршити упоређивање више могућих локација а непосредни избор обавити  на основу скупа различитих критеријума. Понекад критеријуми за одабир локације већ могу постојати у облику државних прописа и смерница, мада ти критеријуми могу бити  специфични (засновани  на одређеним захтевима за планирању и уређивању простора за индустријску употребу). Закони или прописи који штите одређена угрожена подручја или ресурсе служе као ограничавајући фактори и морају се обавезно укључити у критеријуме који се користе за избор локације. 
Постоје и критеријуми пртоистекли из добре урбанистичке праксе за одређене врсте индустрије. Најзад, постоје и општи принципи за планирање коришћења земљишта у еколошки заштићеним областима.
На основу напред наведеног већина Министарства животне средине и шума прописује следеће основне смернице, за избор локације, које садрже:
- Списак критеријума за области које треба избегавати
- Списак еколошких захтева за индустријске локације

### Критеријуми за избор локације
Положај
Локација мора бити удаљена од области које треба избегавати, најмање:
- 25 км од еколошки или на други начин угрожених  подручја (укључујући и верска и историјска налазишта и археолошке споменике, сликовита подручја, плаже, обалска подручја и ушћа река који су главни расадници, национални паркови и светишта, природна и мочварна језера и племенска насеља)
- 0,5 км од линије за плиму у приморским подручјима
- 0,5 км од природних или модификованих граница плавног подручја
- 25 км од пројектоване границе раста великих градова (број становника од 3 милиона или више)

Еколошка заштита
Еколошких захтева везани  за индустријску употребу одређених локација предвиђају:
- забнрану претварања шума и других нешумсих простора пре свега најбољег пољопривредно земљиште за индустријску употребу
- да предвиђена локација има довољно простора за складиштење чврстог отпада и правилно третирање и поновну употребу отпадних вода
- да се око парка налази зелени појас ширине 0,5 км
- да предложена инсталација мора бити прилагођена пејзажу, тако да својим развој не мења живописне пејзаже.

Индијске смернице можда нису применљиве у свим земљама, али оне показују шта треба узети у разматрања при избору индустријских локација. 
Остали фактори
Следе примери других фактора који би се могли уврстити у листу карактеристика која забрањују избор одређеног локалитета за употребу у индустрији која је веома склона контаминацији (у зависности од природе индустрије):
- Ако се ради о подручју које пуни водоносник који се тренутно користи за питку воду, или ако постоји могућност да ће се у будућности користити, или ако је водно подручје за јавну акумулацију воде
- Ако на датом подрчју подземне воде не могу да апсорбују канализацију без нарушавања њеног квалитета, упркос адекватном третману
- Ако климатска зона има периоде нездрави ваздух
- Ако је то станиште угрожених биљних и животињских врста
- Ако су локација (или прилазни путеви) у близини неподударних установа за коришћење земљишта, на пример, домови здравља, школе, стамбени простори
- Ако нема регионалног капацитета за одлагање опасног отпада (ако га индустрија производи)

### Алтернативне локације
Постоје и други фактори који обично не искључују локацију из разматрања,али представљају подручја која због потенцијалног утицаја на животну средину треба сврстати у алтернативне локације. Главни критеријуми за то су:
- Број становника који ће бити расељен у току изградње парка
- Број некретнина на које би градња парка или експрпријација могла утицати
- Удаљеност локације од најближе неиндустријске области (зоне)
- Компатибилност отпадних вода са локалним системом за сакупљање и прочишћавање, ако га има.